# عارضة وصل

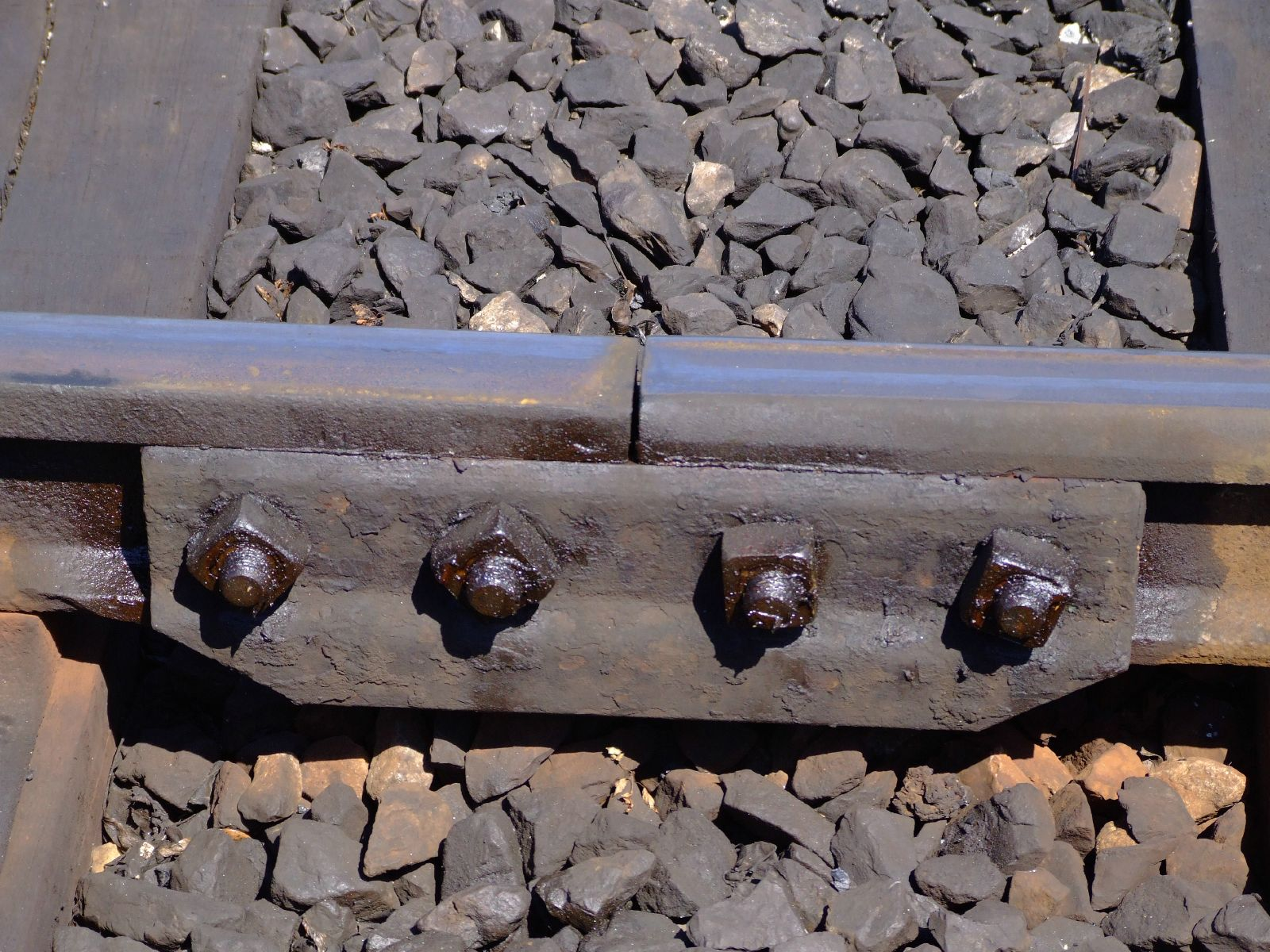
عارضة وصل تصل بين قضبي سكة حديد

عارضة وصل أو لوح وصل تراكبي لوحة توصيل معدنية تُستخدم لربط طرفي القضبان بمسامير في خط سكة حديد مستمر.